# برو توگاشی
برو توگاشی (انگلیسی: Go Togashi؛ زادهٔ ۴ ژوئن ۱۹۸۴) بازیکن فوتبال اهل ژاپن است.
از باشگاه‌هایی که در آن بازی کرده‌است می‌توان به باشگاه فوتبال بلاوبلیتز آکیتا اشاره کرد.